# Diffusività di materia
Nel fenomeno fisico della diffusione molecolare, la diffusività di materia è il potenziale scalare della velocità delle particelle nel mezzo all'interno del quale esse si trovano.

## Definizione
La diffusività è definita come l'opposto dell'antigradiente della velocità (è cioè legata alla velocità come l'energia potenziale è legata alla forza)
{\displaystyle {\mathcal {D}}_{m}(x,y,z)=-\nabla ^{-1}\mathbf {v} (x,y,z)}
Come tutte le diffusività, ha le dimensioni di {\displaystyle \left[L^{2}\cdot T^{-1}\right]}.
Nel caso di moto browniano il campo di velocità è isotropo, cioè la particella tende a muoversi senza direzioni preferenziali ovunque si trovi. Se la velocità è uniforme il coefficiente di diffusione diventa una costante nelle coordinate spaziali:
{\displaystyle \nabla ^{2}{\mathcal {D}}_{m}=0,}
questa condizione viene rappresentata da un'equazione di Laplace: la diffusività è armonica.

## Proprietà
La diffusività risulta sperimentalmente:
- direttamente proporzionale all'energia cinetica della particella;
- inversamente proporzionale all'ingombro della particella (e quindi al suo raggio);
- inversamente proporzionale alla viscosità del mezzo.

Per tenere conto di queste e altre proprietà si utilizza come modello la relazione di Stokes-Einstein:
{\displaystyle {\mathcal {D}}_{m}={\frac {k\cdot T}{6\pi \cdot r\cdot \mu }}}
dove:
- k = costante di Boltzmann;
- T = temperatura assoluta;
- r = raggio della particella;
- μ = viscosità del mezzo, dalle dimensioni di {\displaystyle \left[M\cdot L^{-1}\cdot T^{-1}\right]}.

## Applicazione
La diffusività materiale viene introdotta per comodità nel calcolo della corrente diffusa:
{\displaystyle J=-{\mathcal {D}}_{m}\cdot {\frac {\Delta C}{\Delta x}}}
dove ΔC è la differenza di concentrazione e Δx è la lunghezza del tratto che si considera.
ΔC/Δx corrisponde nella versione esatta al gradiente spaziale della concentrazione.

## Dipendenza dalla temperatura e dalla densità

### Dipendenza dalla temperatura
Con margini di errore generalmente accettabili vale la relazione:
{\displaystyle {\mathcal {D}}_{m}={\mathcal {D}}_{m0}\cdot e^{-{\frac {\Delta E^{\ddagger }}{R\cdot T}}},}
dove:
- {\displaystyle \,{\mathcal {D}}_{m}} è il coefficiente di diffusione di materia;
- {\displaystyle \,{\mathcal {D}}_{m0}} è il coefficiente massimo di diffusione (a temperatura infinita);
- {\displaystyle \,\Delta E^{\ddagger }} è l'energia di attivazione per la diffusione;
- {\displaystyle \,T} è la temperatura assoluta;
- {\displaystyle \,R} è la costante dei gas.

Un'equazione in questa forma è conosciuta come equazione di Arrhenius.

### Dipendenza dalla densità
Tipicamente la diffusione è inversamente proporzionale alla densità massica: nell'aria è 10.000 volte più grande che nell'acqua; per esempio il diossido di carbonio in aria ha un coefficiente pari a 16 mm²/s, mentre in acqua è pari a 0,0016 mm²/s.

## Stima della diffusività di materia
Il calcolo della diffusività di materia può essere effettuato utilizzando equazioni teoriche, correlazioni empiriche o analogie, che vengono scelte in base al sistema in studio.

### Teoria di Chapman-Enskog
Il coefficiente di diffusione può essere ricavato con l'approssimazione di Chapman-Enskog, valida nel caso di gas monoatomici in condizioni di bassa densità.
Dall'applicazione di tale teoria discende che:
{\displaystyle {\mathcal {D}}_{m}=f_{0}{\frac {\sqrt {T\left({\frac {1}{M_{A}}}+{\frac {1}{M_{B}}}\right)}}{C\sigma _{AB}^{2}\omega _{\mathcal {D}}}}}
dove:
- {\displaystyle f_{0}=2,2646\cdot 10^{15}} s-1 K-1/2 è una costante
- {\displaystyle {\mathcal {D}}} è il coefficiente di diffusione
- T è la temperatura
- MA e MB sono le masse molecolari delle specie
- C è la concentrazione
- {\displaystyle \sigma _{AB}} è il diametro di collisione
- {\displaystyle \omega _{\mathcal {D}}} è un numero adimensionale che dipende dalla temperatura e da altri fattori, ricavabile da alcune tabelle ottenute per via sperimentale.[7]

### Analogia di Chilton-Colburn
L'analogia di Chilton-Colburn esprime un legame tra le grandezze fisiche che regolano il trasferimento di materia e le grandezze fisiche che regolano il trasferimento di calore. Questa relazione può essere utilizzata per stimare il coefficiente di scambio di materia facendo riferimento a un sistema in cui si abbia trasferimento di massa.
L'analogia di Chilton-Colburn si può scrivere nella forma:
{\displaystyle {\frac {k}{h}}={\frac {{\mathcal {D}}^{2/3}}{\lambda ^{2/3}}}(\rho c_{p})^{-1/3}}
essendo:
- {\displaystyle h}: coefficiente di scambio termico
- {\displaystyle \lambda }: conducibilità termica
- {\displaystyle \rho }: densità
- {\displaystyle c_{p}}: calore specifico a pressione costante.